# Santa Clara (Cáceres)
Santa Clara es un barrio de la ciudad española de Cáceres perteneciente al distrito Centro-Casco Antiguo.
Es uno de los barrios que forman los Extramuros de Cáceres, el área del casco antiguo situada fuera de la muralla que rodea a la ciudad vieja de Cáceres y que por su ubicación próxima a dicha zona Patrimonio de la Humanidad está protegida de forma ambiental o secundaria por la Unesco. El barrio, situado al sur de la ciudad vieja, se estructura en torno al convento de Santa Clara, edificio histórico del siglo XVII del que toma el nombre.
A 1 de enero de 2021 tenía una población de 912 habitantes según el padrón municipal.

## Localización
Desde la reforma territorial de 2008, pertenece al distrito Centro-Casco Antiguo y limita con San Juan al noroeste, la Ciudad Monumental al noreste, San Francisco al este, Hernández Pacheco al sureste y Virgen de la Montaña al suroeste. El límite con el casco antiguo de Intramuros lo marcan el adarve del Padre Rosalío y la calle puerta de Mérida, que conjuntamente unen el arco de Santa Ana con la puerta de Mérida a través del interior de la muralla. Con el resto de barrios está delimitado por las calles Consolación (tramo al este de la plaza de las Candelas), Mira al Río, plaza de San Francisco, Camino Llano (en su mitad oriental, ya que el tramo occidental pertenece totalmente al barrio de Santa Clara), inicio de la calle Colón, Hernando de Soto, plaza Marrón, Roso de Luna (mitad meridional), Donoso Cortés (mitad meridional), travesía Pizarro, Gallegos y Postigo.
El interior del barrio se estructura en torno a la plaza de Santa Clara, que alberga el convento que da nombre al barrio. Al oeste de la plaza de Santa Clara salen hacia el barrio de San Juan las calles Hornos (con su vía trasera secundaria, la calle Cornudilla) al norte y Pizarro (denominada Soledad en el tramo más cercano a la plaza, por hallarse ahí la ermita homónima) al sur. Al suroeste de la plaza sale hacia el Camino Llano la calle Sierpes, cuyo tramo meridional está formado por escaleras. Al sureste de la plaza sale la calle Damas, que confluye en la plaza de San Francisco con la calle Fuente Nueva, procedente de Pizarro; de la calle Fuente Nueva sale la calle Amor de Dios, que lleva al Camino Llano cerca de las escaleras de Sierpes. Al este de la plaza de Santa Clara salen las calles Torremochada y Consolación, uniéndose en la plaza de las Candelas, donde se ubica la ermita homónima; al sur de la plaza de las Candelas sale la calle San Ildefonso, donde también existió una ermita homónima, y de la cual sale hacia el norte la calle Macarena.
Desde el punto de vista de la geografía física, se ubica en la parte meridional del montículo del casco antiguo de Cáceres. Al este del barrio fluye actualmente el arroyo del Marco, mientras que al sur fluían antiguamente un conjunto de pequeños regatos que antes de desembocar en el arroyo del Marco pasaban bajo el puente de San Francisco, actualmente conservado en la rotonda de la plaza de San Francisco como vestigio histórico.

## Demografía

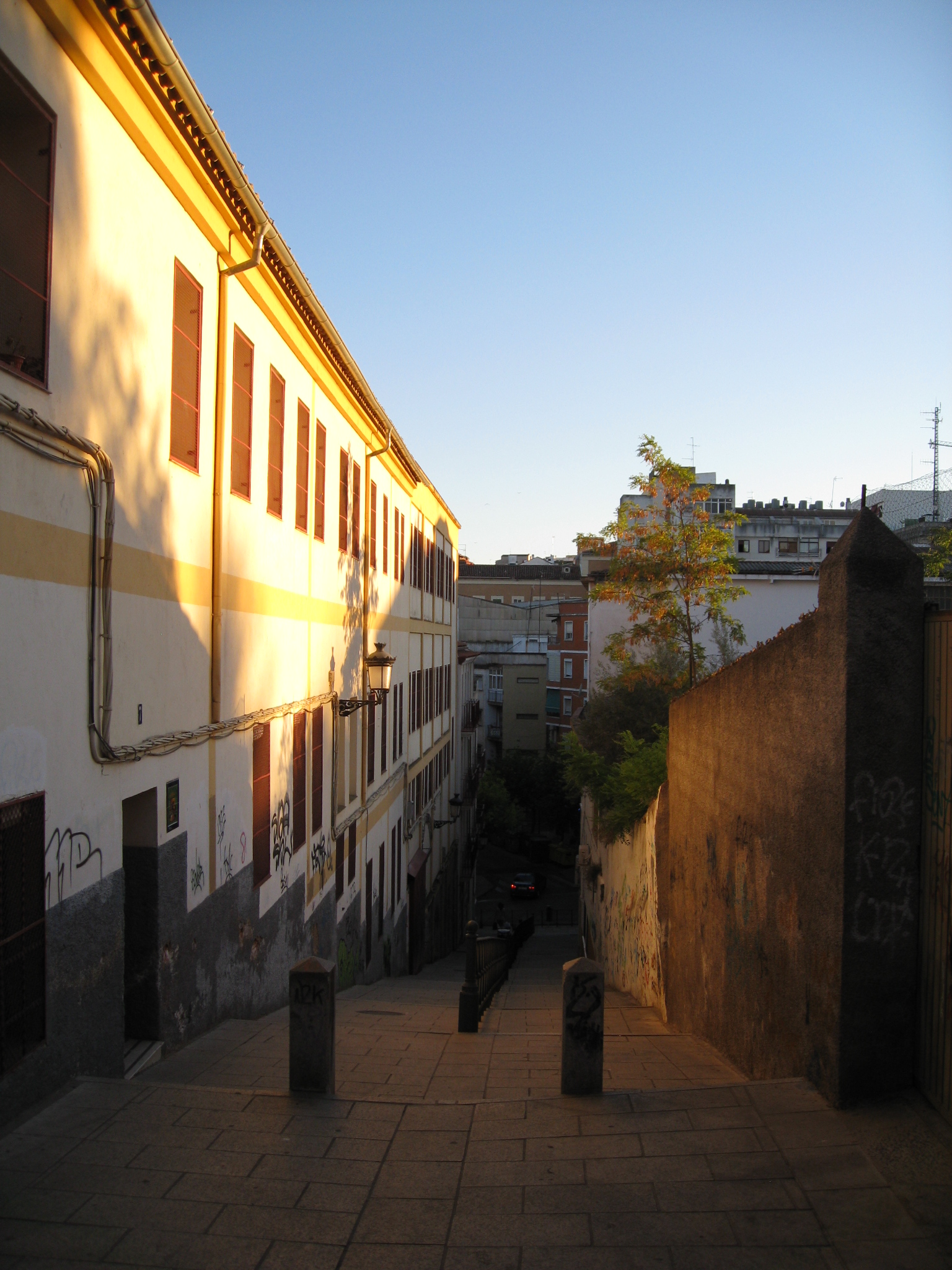
Escaleras de la calle Sierpes

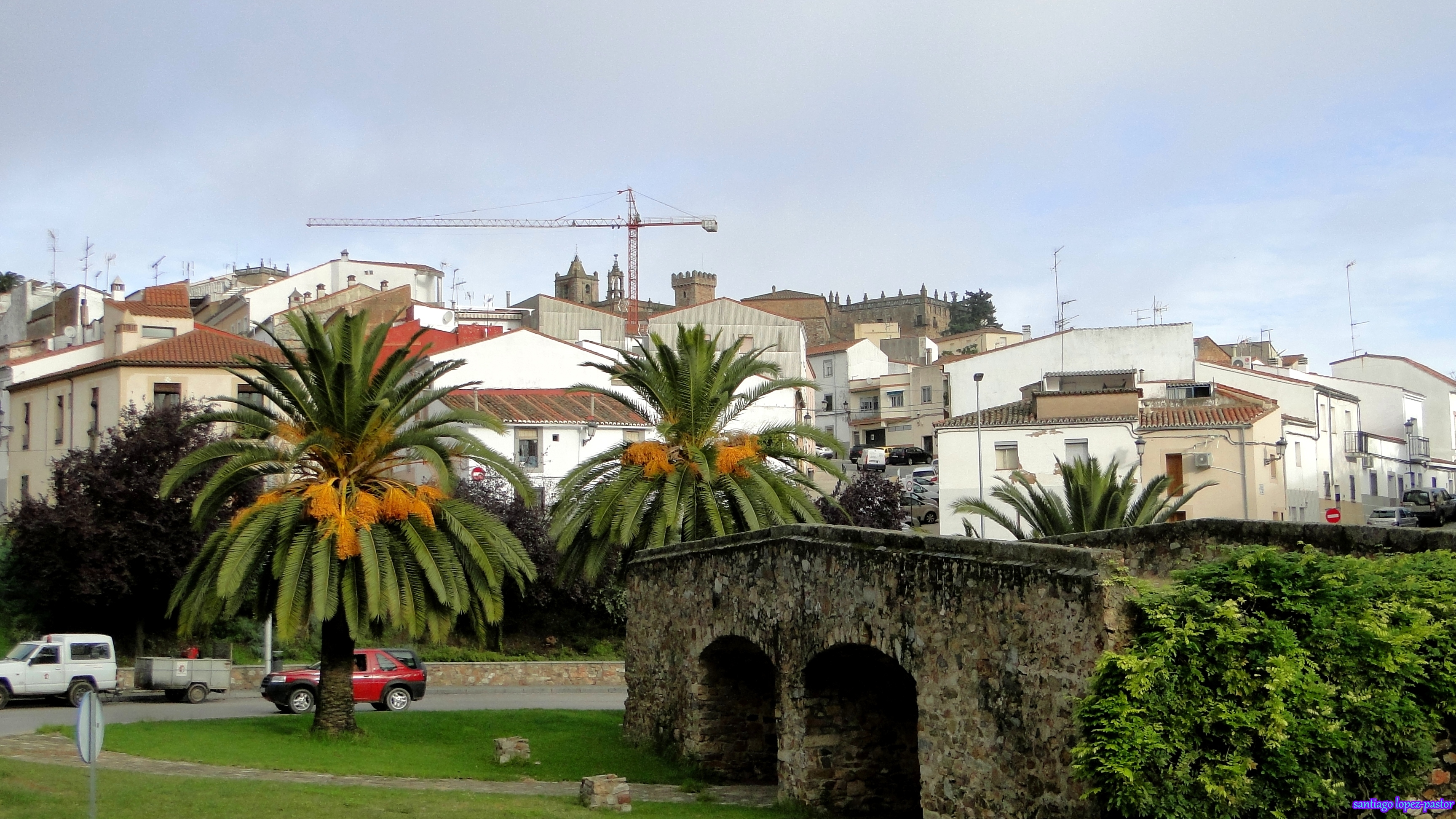
Puente de San Francisco, con la esquina suroriental del barrio al fondo

A 1 de enero de 2021 tenía una población de 912 habitantes según el padrón municipal. El barrio ha tenido la siguiente evolución demográfica desde 2007:
| Gráfica de evolución demográfica de Santa Clara entre 2007 y 2019 |
|                                                                   |

## Administración
El barrio carece de asociación de vecinos propia debido a su pequeño tamaño, estando repartido su territorio entre la asociación de la Ciudad Monumental en una parte del barrio y la de "Zona Centro" (compartida con San Juan y Margallo) en la otra.

## Patrimonio

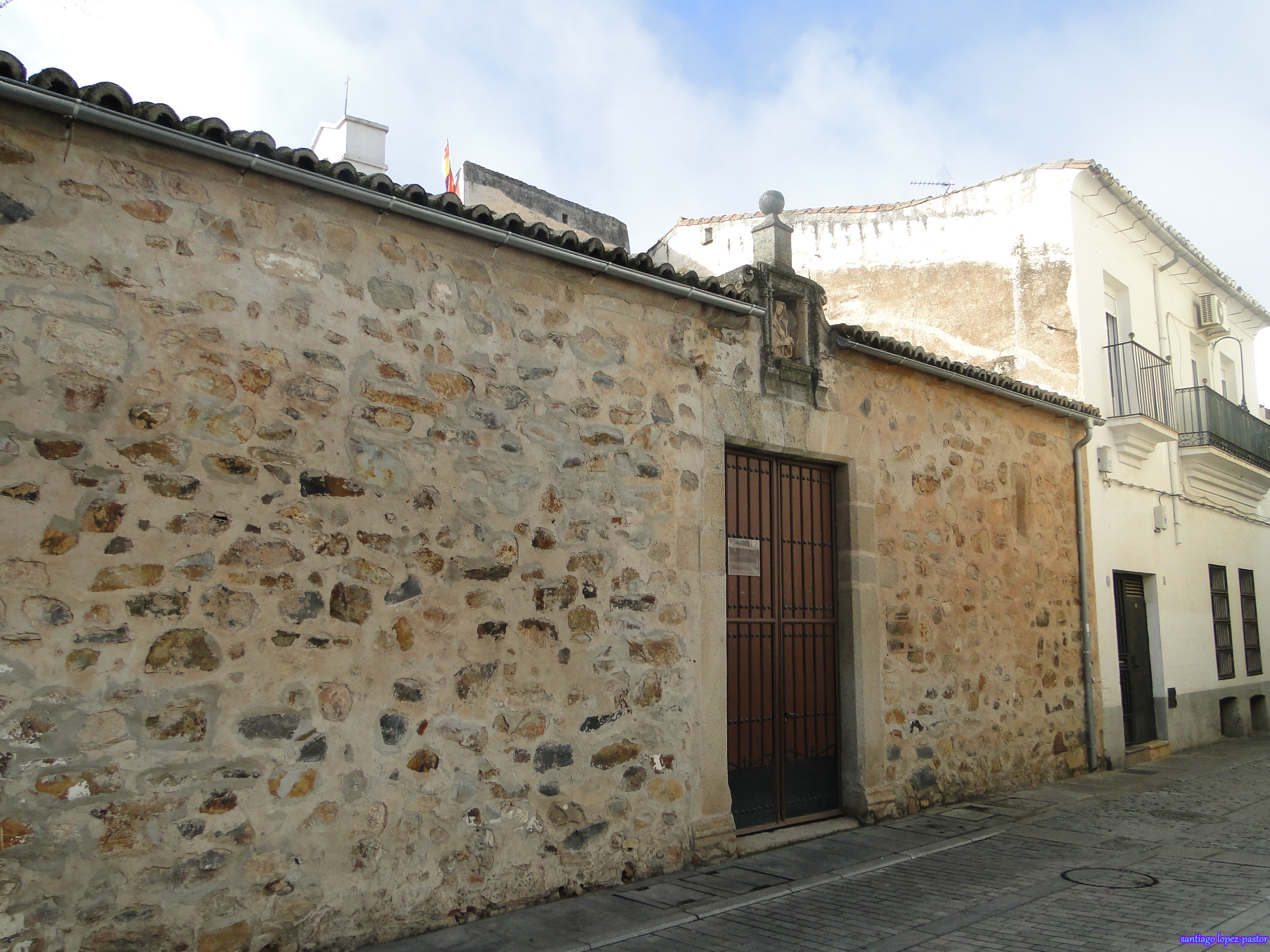
Ermita de la Soledad

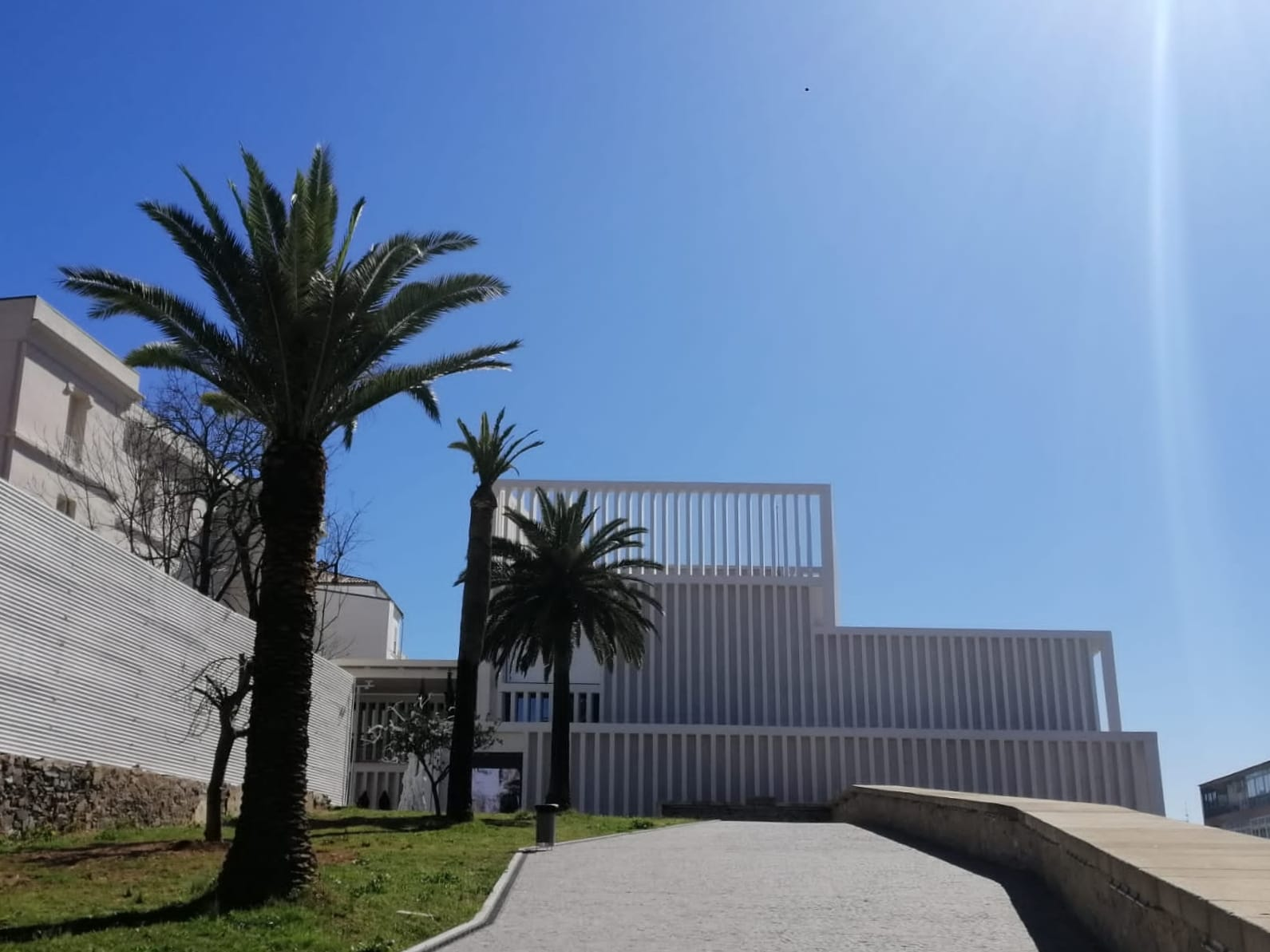
Museo de Arte Contemporáneo Helga de Alvear

Dentro de los límites oficiales del barrio destacan los siguientes monumentos históricos:
- Convento de Santa Clara: convento de los siglos XVI-XVII que da nombre al barrio.
- Ermita de la Soledad: ermita de origen medieval ubicada junto al convento.
- Ermita de las Candelas: ermita del siglo XV ubicada en el este del barrio.[7]
- Museo de Arte Contemporáneo Helga de Alvear: uno de los museos más conocidos de Extremadura, alberga desde principios del siglo XXI una importante colección de arte contemporáneo.[8]
- Casa Grande: edificio ecléctico-modernista de principios de siglo XX que fue en la segunda mitad del siglo fue sede de la Escuela Politécnica de Cáceres y posteriormente del museo de Helga de Alvear; tras la construcción del actual museo a principios del siglo XXI, la Casa Grande pasó a ser una parte del museo.[9]
- Ermita de San Ildefonso: ermita del siglo XVI abandonada en el siglo XIX; tras utilizarse como taller de vehículos pasó a ser un museo.[10]
- Puente de San Francisco: puente histórico que a principios del siglo XXI fue remodelado para crear la rotonda de la plaza de San Francisco. Marca el límite con los barrios de Hernández Pacheco y San Francisco.[11]
- Torre Redonda: torre octogonal de la muralla de Cáceres del siglo XII.[12]
- Torre del Aver: torre albarrana de la muralla de Cáceres del siglo XII.[13]

La parte meridional del barrio no forma parte del casco antiguo sino del inicio del ensanche de la ciudad. Dentro de los límites del barrio se ubica el bloque de pisos del número 2 de la calle Hernando de Soto. Este edificio, construido en 1963 en estilo moderno, está protegido por el Plan General Municipal de 2010 como monumento de relevancia local con protección estructural, por ser un edificio singular representativo del ensanche cacereño. Este edificio es conocido por su peculiar esquina con la calle Colón, en la cual las terrazas de los pisos tienen planta circular.